# Olios africanus
Olios africanus là một loài nhện trong họ Sparassidae.
Loài này thuộc chi Olios. Olios africanus được Ferdinand Karsch miêu tả năm 1878.